# Pteridella quadripinnata
Pteridella quadripinnata là một loài dương xỉ trong họ Pteridaceae. Loài này được Mett., Kuhn mô tả khoa học đầu tiên năm 1879.
Danh pháp khoa học của loài này chưa được làm sáng tỏ. 